# Puerto Güemes
Puerto Güemes  es una entrada de mar ubicada en el sector noroeste de la isla Soledad del archipiélago de las Malvinas, que según la Organización de las Naciones Unidas (ONU), está en litigio de soberanía entre el Reino Unido, quien la administra como parte del territorio británico de ultramar de las Malvinas, y la Argentina, quien reclama su devolución, y la integra en el departamento Islas del Atlántico Sur de la provincia de Tierra del Fuego, Antártida e Islas del Atlántico Sur.
Esta bahía se encuentra dentro de la bahía San Carlos, al sur del Promontorio Güemes, y en las cercanías de Puerto San Carlos. También se halla próxima a los escenarios de la batalla de San Carlos ocurrida luego del desembarco británico durante la guerra de las Malvinas de 1982. 
El topónimo en castellano recuerda al prócer de la independencia argentina don Martín Miguel de Güemes.